# 예테 그레프보
예테 그레프보(스웨덴어: Göthe Grefbo, 1921년 10월 30일 ~ 1991년 5월 17일)는 스웨덴의 배우이다.
스톡홀름에서 사망하였다.

## 영화
- 사자왕 형제의 모험 (1977년)
- 벨 아미 (1976년)
- 말괄량이 삐삐 3 (1973년)
- 말괄량이 삐삐 - TV 시리즈 (1969년)
- 모니카와의 여름 (1953년)